# Nhialac
Nhialac, a veces escrito Nyalitch, es la divinidad suprema para los dinka. Nhialac creó el mundo de la nada, y luego a los humanos, empezando por Abuk, la primera mujer, y Garang, el primer hombre. Estos tuvieron tres hijos y de ellos nació el resto de los seres humanos.
Nhialac utiliza dos entidades espirituales como intermediarios para tratar con los humanos, Yath y Jak. Según el contexto, Nhialac puede ser el cielo o "lo que está en el cielo", el "padre" y el "creador".

## El mito
Hay varias versiones del mito de la creación a partir de Nhialac. Algunos dicen que sopló por la nariz y produjo a los humanos. Otros que los humanos vinieron del cielo y fueron colocados en el río, del cual emergieron ya formados. La versión más conocida habla de que fueron moldeados en arcilla  y colocados dentro de una vasija. Una vez formados, y al abrir el recipiente, Galang apareció plenamente formado, con un gran pene, y Abuk, con las glándulas mamarias completas. Pero en algunos mitos, Abuk nació demasiado pequeña, como un grillo, y Nhialac tuvo que meterla en un depósito con agua un tiempo para que absorbiera el agua y alcanzara su tamaño real.
Nhialac, que vivía junto a los humanos y les protegía de la enfermedad y la muerte, les dijo que debían reproducirse, pero puesto que solo les había dado para comer un grano de mijo al día, Garang lamentó que si tenían muchos hijos no podrían alimentarlos. Nhialac les dijo que sus hijos podrían morir, pero que solo estarían muertos quince días, y que no debían preocuparse. Abuk, la primera mujer, decidió entonces plantar una de cada dos semillas recibidas para alimentar a sus hijos, desobedeciéndole. Nhialac lo toleró, hasta que Abuk construyó un palo tan grande para moler el mijo que golpeó al dios, aunque en otros casos se habla de una azada con la que estaba trabajando la tierra. 
El resultado fue que Nhialac se enfadó y decidió romper con los humanos. Envió a un pequeño pájaro azul llamado atoc y rompió la escalera que unía el cielo con la tierra, dejando a los humanos a merced de la muerte, la enfermedad y el hambre.

## La desobediencia
Hay una cierta relación en el acto de la desobediencia por parte de la mujer a las órdenes dadas por la divinidad, cuando ella decide plantar la semilla y trabajar la tierra, similar a la mujer comiendo la manzana del árbol prohibido y adquiriendo el conocimiento en la Biblia. En el caso de los dinkas, Nhialac, enfurecido, decide romper con los humanos, del mismo modo que en la Biblia, Dios rompe con los humanos, los deja a su merced y aparecen la muerte, el dolor y las enfermedades, por culpa de la mujer, que cae en desgracia y se sitúa desde ese momento en una situación inferior a la del hombre.